# クルマバッタ
クルマバッタ（車飛蝗、Gastrimargus marmoratus）はバッタ目バッタ科の昆虫。

## 特徴
後翅には特徴的な模様があり、飛んでるときに車輪が回っているように見えるのが和名の由来となり、更に飛翔時には大きな音を出して羽ばたく。
体長はオス40 - 45ミリメートル、メス55 - 60ミリメートル。前翅背面部が体色と同じなのが特徴。クルマバッタモドキに酷似するが、より大型。背中に「X」模様もない。また前胸背面は著しく隆起し、クルマバッタモドキでは目立つ複眼上部の縦筋模様も目立たない。
大型のバッタであることからトノサマバッタと混同される場合もあるが、トノサマバッタよりやや小さいこと、胸部背面の隆起の大きさに加え、飛翔時の音が大きいこと、その飛翔距離がトノサマバッタには及ばないことで区別がつく。また、トノサマバッタには雌雄共に後脚を後翅に摺り合わせて発音する習性があるが、本種はどちらも発音しない。

## 生態
日本の本州から南西諸島に分布する。林と草原が隣接する場所や草丈に高低差のある広い草原を好み、若干人工的な環境にも見いだされるがやや局所的である。
春に孵化した卵から幼虫は他のバッタ同様、1 - 5齢を経て成虫となり、主に7 - 11月活動、繁殖行動の後、卵を地中に産み、冬になる前に一生を終える。